# ウニベルソ・ドスミル
アンドレ・レジェス・ゴンザレス（Andrés Reyes González、1963年4月18日 - 2018年5月1日）は、メキシコ・ハリスコ州サンタアニタ出身の男性プロレスラー。リングネーム「ウニベルソ・ドスミル」で知られる。
兄がシエン・カラス、マスカラ・アニョ・ドスミル。

## 来歴
男6人、女3人の末っ子として生まれ、兄にシエン・カラス、マスカラ・アニョ・ドスミルがいる。ディアブロ・ベラスコにルチャを学び、1985年6月15日、メヒコ州エカテペック アレナ・エカテペックで「エスペシャル」の名のマスクマンでデビュー。その後リングネームを「ウニベルソ・ドスミル」に改名。1980年代にはEMLLでは活躍。3兄弟で「エルマノノス・ディナミテ」を結成。1991年8月1日には、3兄弟でオクタゴン、アトランティス、マスカラ・サグラダ組を破りメキシコ・ナショナル・トリオ王座を獲得した。
1992年5月にアントニオ・ペーニャのAAAの旗揚げに3兄弟共々参加。1992年5月29日にベラクルスにてマスカラ・サグラダを破りメキシコ・ナショナル・ライトヘビー級王座を奪取。
1996年再びCMLLに復帰。1997年10月19日にアレナ・メヒコにてCMLL世界ヘビー級王座を奪取。また1999年12月10日にも同地でラヨ・デ・ハリスコ・ジュニアを破り同タイトル奪取。2003年3月21日にドクトル・ワグナー・ジュニア、三代目ブラック・タイガー（現在のシルバー・キング）と組んで、ミステル・ニエブラ、ブラック・ウォリアー、アトランティス組を破りCMLL世界トリオ王座を奪取。
2004年9月17日にアレナ・メヒコにてコントラ・マッチでリスマルクに破れ素顔になる。同年10月12日には再びミステル・ニエブラを破りCMLL世界ヘビー級王座を奪取。
2006年12月15日にはカベジェラ・コントラ・カベジェラで鈴木健想に勝利している。
2007年7月8日にアレナ・コリセオにてドス・カラス・ジュニアの持つCMLL世界ヘビー級王座に挑戦も奪取に失敗。同年9月16日に再び同じ相手に2度目の挑戦も奪取に失敗。
その後CMLLを離れインディー団体IWRGを拠点とし2010年5月より再びCMLLを拠点とする。同年6月28日にはアレナ・プエブラにてラヨ・デ・ハリスコ・ジュニアの持つWWA世界ヘビー級王座に奪取に失敗。
2018年5月1日、急死した。死因は不明とのことである。55歳没。

## 得意技
- マルティネーテ
- パワーボム

## 獲得タイトル
- メキシコナショナルライトヘビー級王座
- メキシコナショナルトリオ王座
- CMLL世界ヘビー級王座：3回
- CMLL世界トリオ王座
- WWO世界ヘビー級王座